# 溫楚斯希爾卡山
8°30′29″S 77°45′01″W / 8.50806°S 77.75028°W
溫楚斯希爾卡山（Winchus Hirka），是秘魯的山峰，位於該國北部安卡什大區，由科龍戈省的庫斯卡區負責管轄，屬於布蘭卡山脈的一部分，海拔高度4,200米。